# Zelotes hummeli
Zelotes hummeli este o specie de păianjeni din genul Zelotes, familia Gnaphosidae, descrisă de Schenkel, 1936. Conform Catalogue of Life specia Zelotes hummeli nu are subspecii cunoscute.